# Paracoptops unicolor
Paracoptops unicolor är en skalbaggsart som beskrevs av Stefan von Breuning 1959. Paracoptops unicolor ingår i släktet Paracoptops och familjen långhorningar. Inga underarter finns listade i Catalogue of Life.